# Pasquim

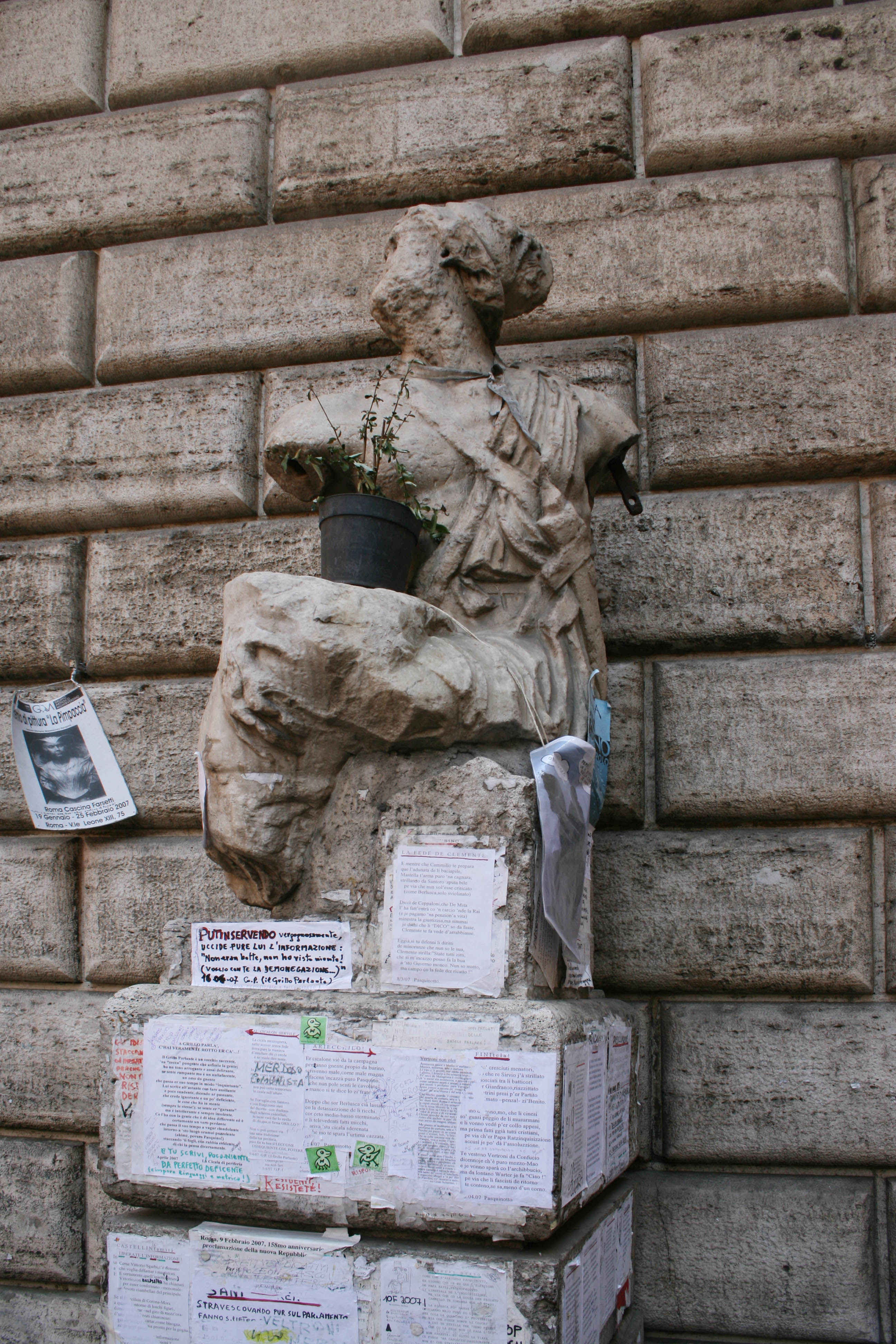
Imagem de Pasquino

Pasquim (em italiano: Pasquino) é uma forma de sátira, geralmente uma breve paródia anônima em verso ou prosa, e também pode ser vista como uma forma de caricatura literária. A palavra foi usada para definir também escritos anônimos colocados em um lugar público e que geralmente contém uma mensagem crítica e satírica contra uma pessoa ou organização, como a igreja ou o governo.
O gênero da pasquinada se tornou popular no início da Europa moderna, no século XVI, embora o termo tenha sido usado pelo menos já no século XV. Pasquinadas podem assumir várias formas literárias, incluindo canção, epigrama e sátira. Em comparação com outros tipos de sátira, a pasquinada tende a ser menos didática e mais agressiva, e costuma criticar pessoas ou grupos específicos.
A pasquinada em verso tem uma fonte clássica nos epigramas satíricos de antigos escritores romanos e gregos, como Marcial, Calímaco, Lucílio e Catulo. A sátira menipeia foi classificada como uma espécie de pasquinada. Durante o Império Romano, estátuas eram decoradas com breves versos anônimos ou críticas.

## História

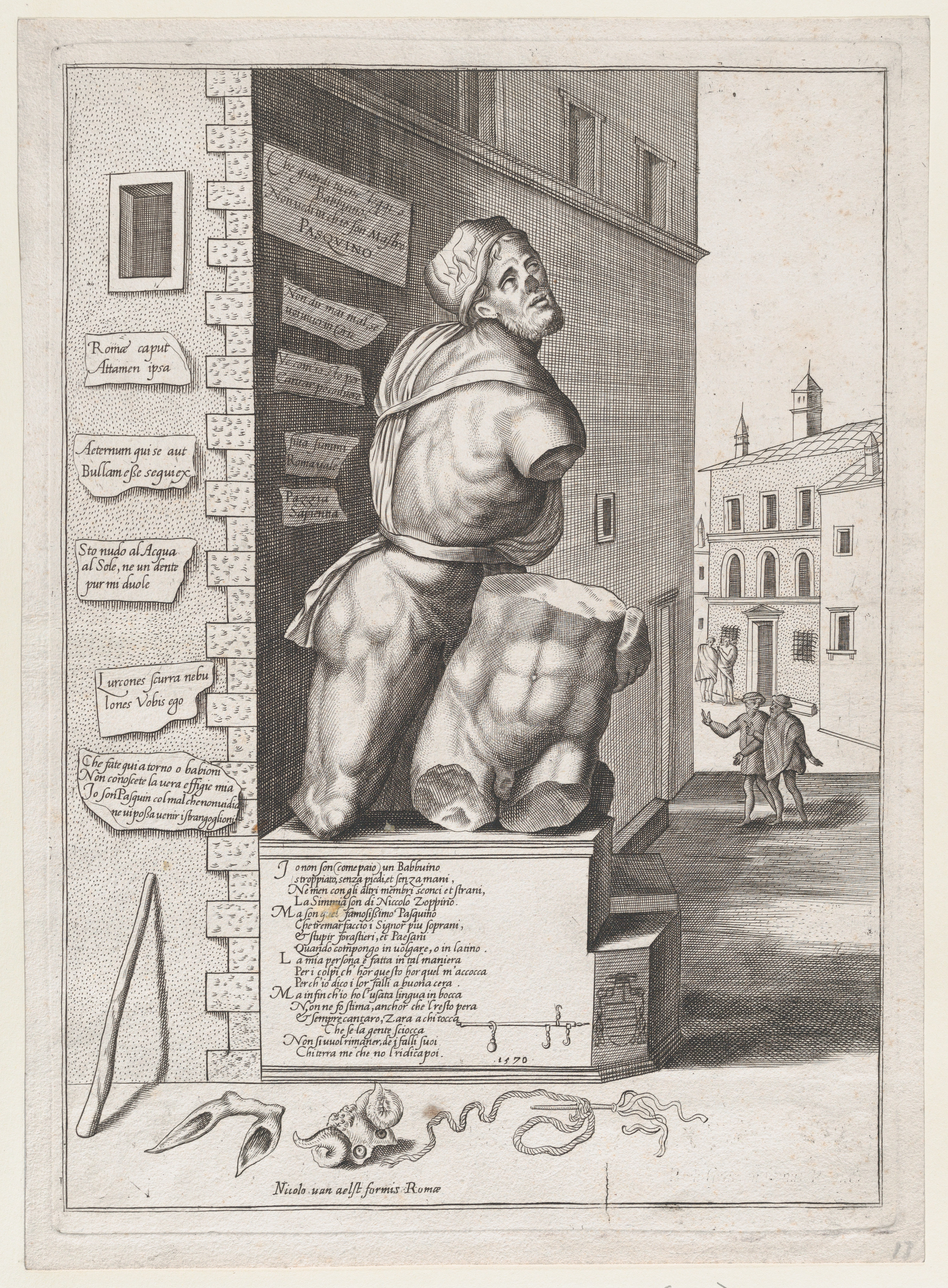
Pasquino em 1550 por Nicolas Béatrizet.

O termo pasquim se popularizou em Roma no início do século XVI, quando surgiu o costume de colocar escritos com críticas satíricas na estátua de Pasquino. Esta estátua, que hoje faz parte das chamadas estátuas falantes, foi encontrada em pedaços na lama e resgatada pelo cardeal Oliverio Carafa, que a mandou colocar no bairro Parione, perto da atual Piazza Navona.

Existem muitas teorias sobre a origem do nome da estátua. Ele passou a aparecer como personagem literário, sendo mais influente o tomo Carmina Apposita Pasquino (1512) de Giacomo Mazzocchi. É bastante aceita a teoria de Mazzocchi, que afirmou que Pasquino era o nome de um professor de gramática residente no bairro. Uma espécie de ritual começou a acontecer em torno do Pasquino por volta do ano 1501, durante a festa de São Marcos – celebrada em 25 de abril – os alunos se reuniram em torno da estátua e penduraram epigramas em latim, espanhol e italiano, que geralmente eram elogios aos cardeais e pontífices.

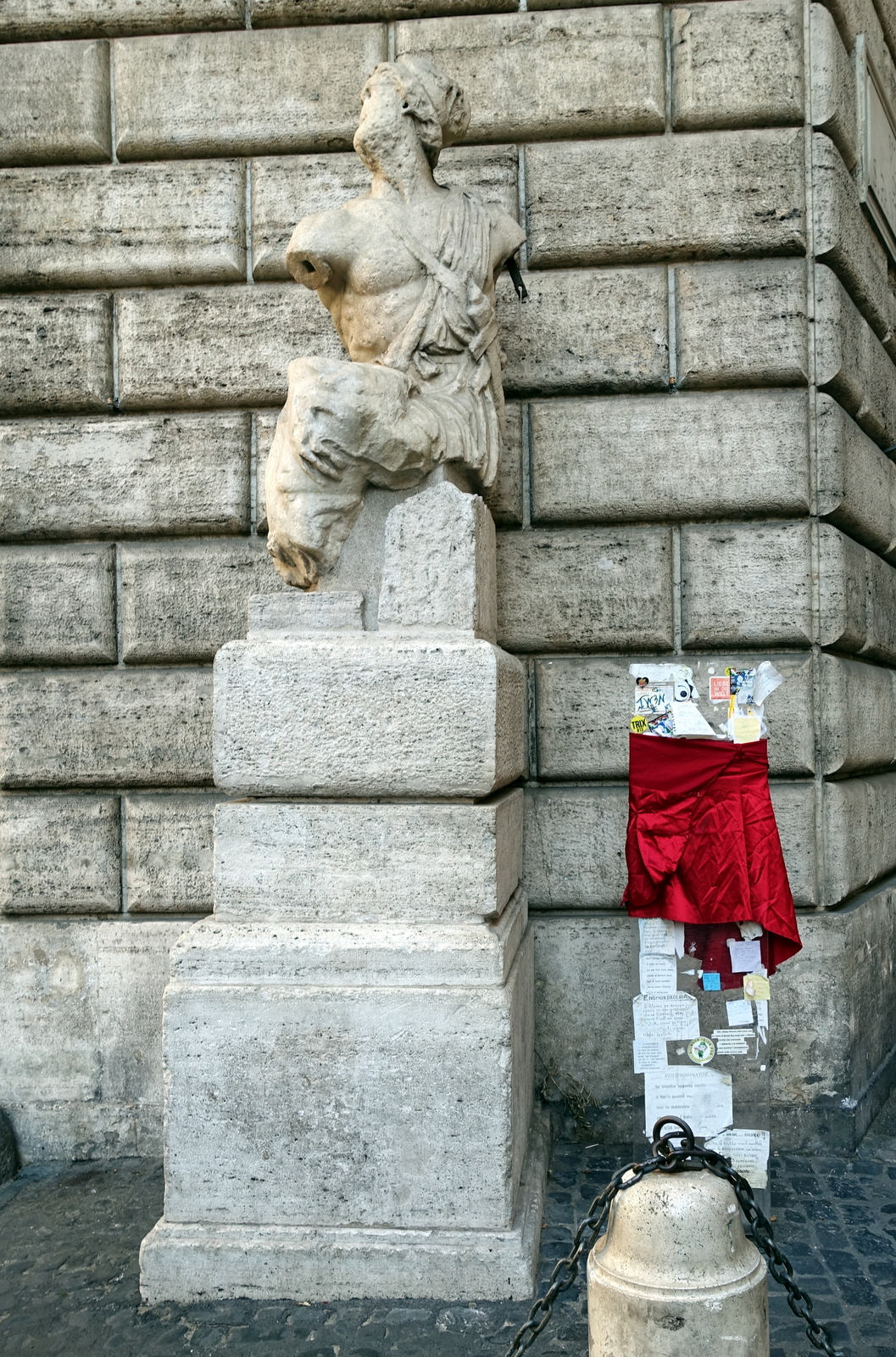
Pasquinadas romanas ao lado da estátua em 2017. Pôsteres na estátua são atualmente proibidos e pasquinadas devem ser colocadas em uma placa lateral

Com o tempo, os escritos começaram a ser colocados em qualquer época do ano, comumente calúnias que eram apresentadas de forma anônima devido ao seu conteúdo. Essa mudança é atribuída principalmente a Pietro Aretino, que usou a estátua para transmitir sonetos satíricos com a intenção de desacreditar vários cardeais durante o conclave após a morte de Leão X e contra o pontífice, após a eleição de Adriano VI; essas obras viriam a ser conhecidas como pasquinate. Réplicas dos escritos postados em Pasquino apareceram em uma estátua próxima chamada Marforio. A festa foi proibida pelo Papa Adriano VI em 1523, retomada por Clemente VII e novamente proibida por Paulo III. A estátua seria guardada por muito tempo pela Inquisição e os libelos tiveram que ser difundidos oralmente.
À medida as pasquinadas se tornavam mais pungentes, seus compêndios também sofreram restrições. O local de publicação de Pasquillorum Tomi Duo (1544) foi transferido para Basel, menos diretamente sob o controle papal, disfarçado na página de título como Eleutheropolis, "cidade da liberdade".
O termo pasquim ainda está em vigor e, embora seu uso tenha sido ampliado para incluir outros tipos de avisos ou folhetos, há também um significado pejorativo.